# Малахов Геннадій Петрович
Генна́дій Петро́вич Мала́хов (нар. 20 вересня 1954, Каменськ-Шахтинський) — російський популяризатор здорового способу життя[джерело?]. Розробив авторську систему оздоровлення, що включає методики очищення, оздоровче голодування, правильного харчування, уринотерапії, передбачає фізичну та духовну активність.
Загальний тираж книжок Малахова (включаючи ті, що вийшли в країнах СНД, Польщі, Болгарії, Німеччині) перевищує 30 мільйонів примірників[джерело?]. Найвідомішим є його чотиритомник «Зцілювальні сили» («Целительные силы»)[джерело?].

## Біографічні відомості
Геннадій Малахов народився в місті Каменськ-Шахтинський Ростовської області. До 27 років займався важкою атлетикою. Але після відходу від спорту в нього почалися проблеми зі здоров'ям. Спочатку занедужали гланди. Йому їх вирізали. Через три місяці почався нежить, який нічим неможливо було вилікувати. Також погіршився психічний стан. Пройшовши через велику кількість медичних установ, Малахов зрозумів, що ніхто йому не допоможе, оскільки «треба не таблетками лікуватися, а міняти спосіб життя».
1983 року люди, які займалися самолікуванням, вважалися дивними. Але Малахов відшукав у Шахтах одного ветерана Юрія Павловича. Той зібрався вже вмирати, але син приніс йому книжку з йоги. Спочатку Юрій Павлович не сприйняв її всерйоз — як якесь «правильне» дихання може допомогти? А потім спробував і підняв себе на ноги. От його і розпитувати Геннадій Малахов, що так й як. Потім познайомився з із Володимиром Черкасовим. Брав у нього книги Поля Брегга, Шелтона й передруковував їх на машинці.
1986 року Малахов організував клуб «Бадьорість», у якому розповідав, як чистити печінку й правильно харчуватися. Займалися йогою, гімнастикою, трохи ушу. Потім він випустив першу брошуру, в якій розповів, що і як він робить. Далі став популяризатором здорового способу життя, у нього з'явилися послідовники.
У Малахова двоє дітей, народилися обоє 31 травня, вранці, з різницею в п'ять років. Леонід закінчив юридичний факультет, служить в армії. Катя вивчає іноземні мови.
Від 2006 року працює на Першому каналі російського телебачення — веде разом з актрисою Оленою Прокловою програму «Малахов+».
11.11.2011 Генадій Малахов започаткував ТзОВ «Міжнародний клуб здоров'я» Г. Малахова. Компанію, в якій продукти створені за його власними рецептами та рецептами з народної медицини.

## Критика
У 2014 році ініціативною групою російських науковців і любителів науки Геннадій Малахов був названий другим по небезпеці псевдонауковим діячем РФ, тоді як на першому місці був автор численних псевдонаукових винаходів Віктор Петрик, третє місце здобув Патріарх РПЦ Кирилл, а четверте — разом протоієрей Всеволод Чаплін і лікарка Ірина Єрмакова.